# Tretyjakovói járás
A Tretyjakovói járás (oroszul: Третьяковский район) Oroszország egyik járása az Altaji határterületen. Székhelye Sztaroalejszkoje.

A Tretyjakovói járás az Altaji határterületen

## Népesség
- 1989-ben 15 408 lakosa volt.
- 2002-ben 16 787 lakosa volt, melyből 15 684 orosz, 491 német, 144 ukrán, 125 örmény, 84 kazah, 74 azeri, 59 tatár, 32 fehérorosz stb.
- 2010-ben 14 197 lakosa volt.